# Ośrodek Myśli Patriotycznej i Obywatelskiej w Kielcach
Ośrodek Myśli Patriotycznej i Obywatelskiej w Kielcach – placówka muzealno-edukacyjna z siedzibą w Kielcach. Ośrodek działa w ramach miejskiej jednostki budżetowej „Wzgórze Zamkowe”, a jego siedzibą są pomieszczenia dawnego więzienia przy ul. Zamkowej 3.

## Historia więzienia

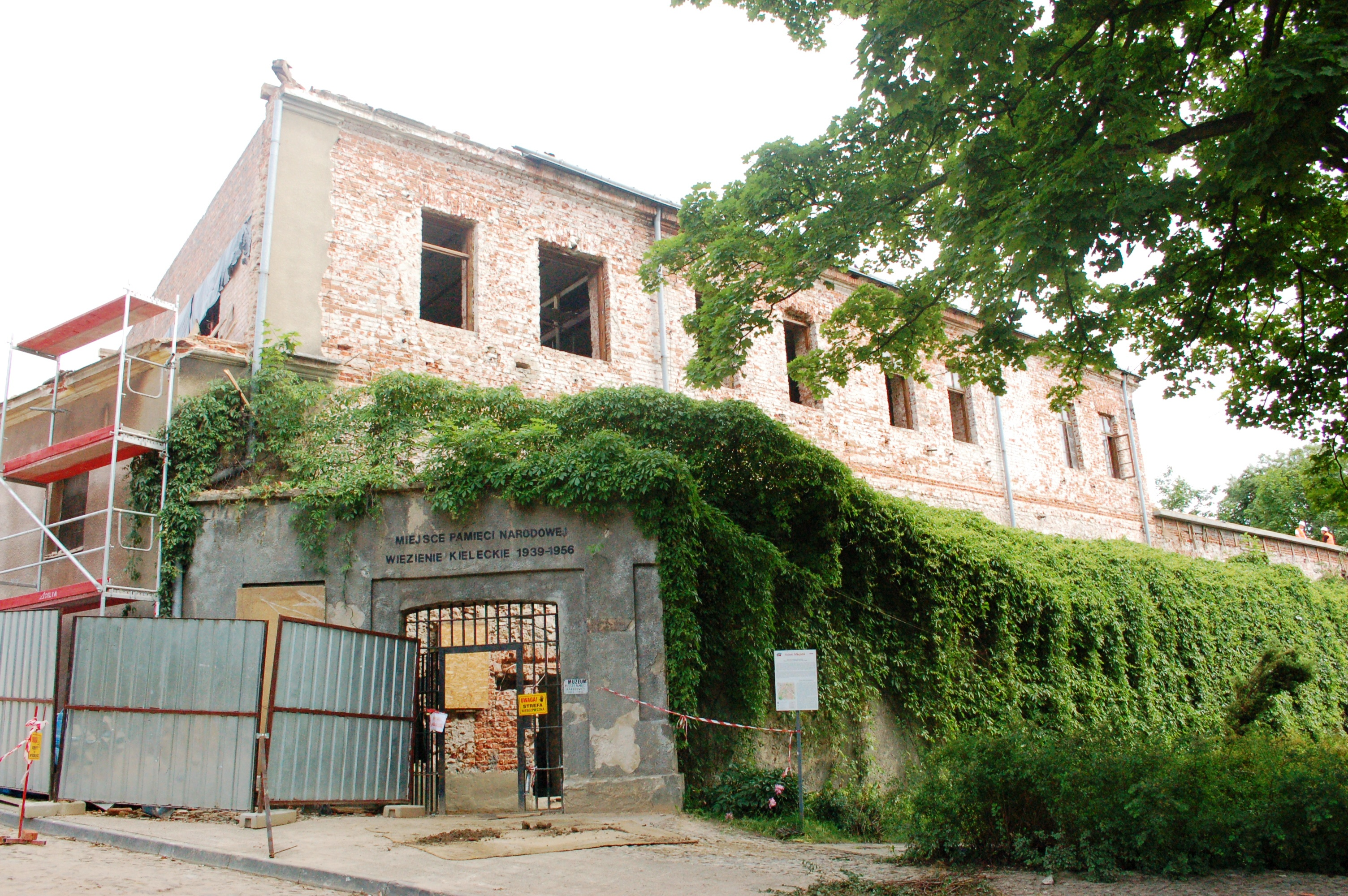
Budynek dawnego kieleckiego więzienia w trakcie remontu (2010)

Kieleckie więzienie powstało w 1816 roku w przebudowanych pomieszczeniach stajni i wozowni Pałacu Biskupów Krakowskich. Do 1918 roku władze carskie więziły tu m.in. powstańców styczniowych, uczestników rewolucji 1905 roku, działaczy niepodległościowych oraz bojowników PPS. W okresie międzywojennym przetrzymywano tu więźniów kryminalnych oraz działaczy komunistycznych. Po wybuchu II wojny światowej, w październiku 1939 roku obiekt został przejęty przez Gestapo. W okresie do stycznia 1945 roku więziono tu głównie członków ruchu oporu, których liczbę szacuje się na ok. 16 tysięcy. Wielu z nich zamordowano lub wywieziono do obozów koncentracyjnych.
W styczniu 1945 roku więzienie przejęło NKWD, a następnie Urząd Bezpieczeństwa. Do 1956 roku trafiali tu żołnierze polskiego podziemia, z których wielu zginęło. W dniu 4 sierpnia 1945 roku grupa więzionych tu członków Armii Krajowej (ok. 350 osób) została uwolniona przez oddział AK pod dowództwem Antoniego Hedy „Szarego” i Stefana Bembińskiego „Harnasia”.
W latach 1956–1979 w więzieniu mieścił się areszt śledczy. W 1979 roku więźniowie zostali przeniesieni do zakładu karnego w dzielnicy Piaski.

## Muzeum Pamięci Narodowej oraz Ośrodek Myśli Patriotycznej i Obywatelskiej
W 1995 roku wysiłkiem społecznym w pomieszczeniach więzienia utworzono Muzeum Pamięci Narodowej. W ramach ekspozycji prezentowano pamiątki po więźniach z okresu II wojny światowej oraz lat 1945–1956. Placówka działała do 2005 roku.
W 2011 roku władze Kielc utworzyły jednostkę budżetową „Wzgórze Zamkowe”, w skład której weszły: Ośrodek Myśli Patriotycznej i Obywatelskiej oraz Instytut Designu. Ośrodek przejął pomieszczenia dawniej wykorzystywane przez Muzeum, urządzając ekspozycję, poświęcona więźniom oraz historii. W jej ramach udostępniane są następujące pomieszczenia i miejsca:
- Sala „Wybranieckich”, poświęcona oddziałowi AK, dowodzonemu przez Mariana Sołtysiaka „Barabasza”. W sali prezentowana jest stosowana przez Gestapo metoda tortur psychicznych zwana „tramwajem”,
- trzy pomieszczenia karcerów oraz karcer wodny,
- miejsce straceń – hak, przy pomocy którego mordowano więźniów przez powieszenie,
- ściana rozstrzelań.

Ponadto w ramach wystaw prezentowane są pamiątki związane z powstaniami: kościuszkowskim i styczniowym, zesłaniami na Syberię, latami I i II wojny światowej, okresem II Rzeczypospolitej oraz latami powojennymi. W zbiorach Ośrodka znajduje się także atlas Juliusza Kolberga, ukazujący obszary Królestwa Polskiego.
Część muzealna ośrodka jest placówką całoroczną, czynna codziennie z wyjątkiem poniedziałków. Wstęp jest płatny.
Poza działalnością wystawienniczą, Ośrodek prowadzi działalność edukacyjną (lekcje muzealne, gry miejskie), archiwalno-dokumentacyjną oraz jest organizatorem konkursów o tematyce historycznej oraz kulturalnej.